# 淡眼侏霸鹟
淡眼侏霸鹟（学名：Atalotriccus pilaris），是雀形目霸鹟科的一种鸟类，属于单型的淡眼侏霸鹟属（学名：Atalotriccus）。
淡眼侏霸鹟体重约6.8克，翼长约41.2毫米，喙宽度约3.4毫米，喙厚度约2.6毫米，嘴峰长约13.6毫米，跗蹠长约15.4毫米，尾长约33.4毫米。
淡眼侏霸鹟是留鸟，栖息在林地，它们是食肉动物，主要以昆虫、蜘蛛等陆生无脊椎动物为食。

## 亚种
- Atalotriccus pilaris wilcoxi，分布在巴拿马的太平洋沿岸地带。
- Atalotriccus pilaris pilaris，分布在哥伦比亚北部和委内瑞拉。
- Atalotriccus pilaris venezuelensis，分布在委内瑞拉北部。
- Atalotriccus pilaris griseiceps，分布在哥伦比亚东部至委内瑞拉、圭亚那西部和巴西最北部地区。[4]